# Красный Камень (Хакасия)
Красный Камень (хак. Хызыл хайа) — деревня в Боградском районе Хакасии, находится в 53 км к югу от райцентра — села Боград.
Расположена у трассы федерального значения М54 «Енисей» на участке Абакан — Красноярск. Расстояние до г. Абакана — 53 км.
Число хозяйств — 62, население — 171 чел. (01.01.2004), в основном русские (75,8 %), а также хакасы (17,6 %), украинцы, немцы, татары и др.
Первоначальное название населённого пункта — Петроград. Первые поселенцы появились в 1920. В 1924 деревня была переименована в К. К. В настоящее время каких-либо предприятий нет. Имеются начальная школа, клуб, фельдшерско-акушерский пункт.

## Население
| 2002 | 2010 |
| ---- | ---- |
| 180  | ↗198 |